# Сельское поселение «Яснинское»
Се́льское поселе́ние «Яснинское» — муниципальное образование в Оловяннинском районе Забайкальского края Российской Федерации.
Административный центр — железнодорожная станция Ясная.

## История
Статус и границы сельского поселения установлены Законом Читинской области от 19 мая 2004 года «Об установлении границ, наименований вновь образованных муниципальных образований и наделении их статусом сельского, городского поселения в Читинской области»

## Население
| 2010  | 2011  | 2012  | 2013  | 2014  | 2015  | 2016  |
| ----- | ----- | ----- | ----- | ----- | ----- | ----- |
| 7785  | ↘7622 | ↘7274 | ↗7277 | ↗7455 | ↗7623 | ↗7685 |
| 2017  | 2018  | 2019  | 2020  | 2021  |       |       |
| ↗7720 | ↗7778 | ↘7761 | ↘7719 | ↘4723 |       |       |

## Состав сельского поселения
| № | Населённый пункт | Тип населённого пункта                          | Население |
| - | ---------------- | ----------------------------------------------- | --------- |
| 1 | Ясная            | железнодорожная станция, административный центр | ↘4723     |